# Obscured by Clouds
Vous lisez un « bon article » labellisé en 2022.
Cet article concerne l'album des Pink Floyd. Pour la chanson du même groupe, voir Obscured by Clouds.
Albums de Pink Floyd
Meddle
(1971) The Dark Side of the Moon
(1973)
Obscured by Clouds (litt. « Obscurci par les nuages ») est le septième album studio du groupe britannique de rock progressif Pink Floyd, sorti le 2 juin 1972 chez Harvest Records. Il sert de bande originale au film français La Vallée, réalisé par Barbet Schroeder. C'est la seconde collaboration du groupe avec le cinéaste, la première remontant au film More en 1969. L'album est enregistré en deux fois au château d'Hérouville, en France, alors que le groupe est en pleine tournée.
L'album est plus court que certains des précédents titres du groupe et fait un usage intensif de la guitare acoustique. Les paroles des chansons sont centrées sur l'amour, un thème commun au film dont l'album s'est inspiré. Le seul single de l'album est Free Four. Obscured by Clouds est considéré comme un coup d'arrêt pour le groupe, qui a déjà commencé à travailler sur son prochain album, The Dark Side of the Moon, sorti l'année suivante. L'album atteint la sixième place des ventes au Royaume-Uni, la quarante-sixième place aux États-Unis et la première place en France. Il reçoit d'abord des critiques assez positives au Royaume-Uni, mais les avis rétrospectifs des fans et des critiques sont mitigés, certains notant cependant des similitudes avec la production ultérieure de Pink Floyd.

## Historique

### Contexte

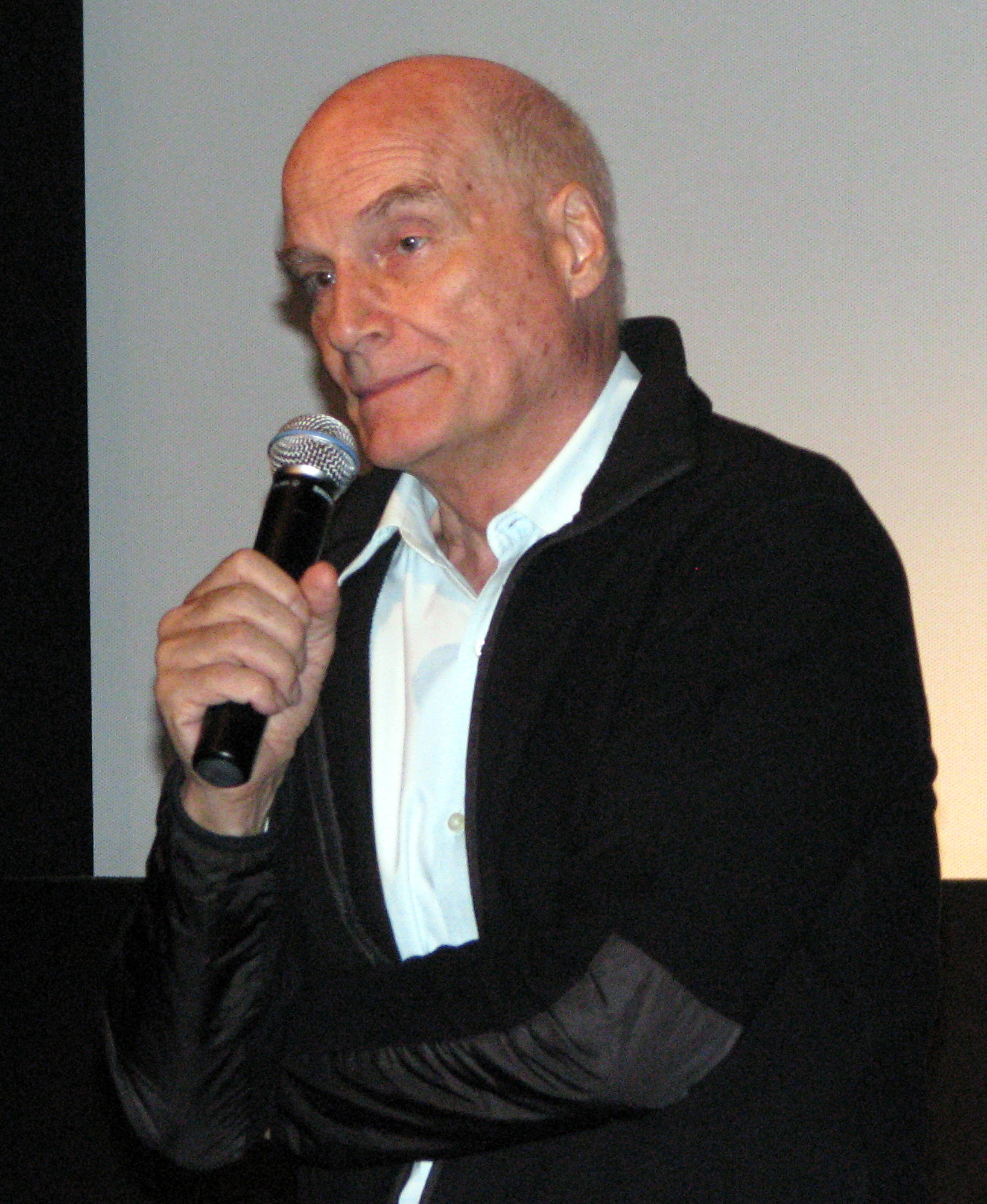
Barbet Schroeder, ici en 2013, réalisateur de La Vallée.

Pink Floyd a déjà enregistré les bandes originales des films The Committee en 1968, More en 1969, ainsi qu'une partie de Zabriskie Point en 1970. En 1972, à la suite du succès de More, son réalisateur Barbet Schroeder demande au groupe d'enregistrer la bande originale de son prochain grand projet. Le nouveau film, La Vallée, met en scène deux voyageurs en quête spirituelle en Nouvelle-Guinée, et Schroeder pense que la musique de Pink Floyd conviendrait au style du film. Le groupe a déjà commencé les premiers enregistrements d'un nouvel album, The Dark Side of the Moon, mais les membres profitent d'une tournée au Japon pour mettre en suspens ce travail.

### Écriture et enregistrement
L'enregistrement d’Obscured by Clouds a lieu aux Strawberry Studios, dans le château d'Hérouville, un studio d'enregistrement résidentiel à une cinquantaine de kilomètres de Paris créé par Michel Magne en 1969. Les membres de Pink Floyd s'y rendent deux fois, du 23 au 29 février et du 23 au 27 mars 1972, et le mixage final est réalisé du 4 au 6 avril aux Morgan Sound Studios de Londres, où Pink Floyd a précédemment enregistré Meddle. Le rôle d'ingénieur du son se partage certainement entre Peter Watts, le road manager du groupe, qui aurait réalisé la version stéréo pour l'album, et Andy Scott, qui travaille alors au château en tant qu'assistant et aurait mixé la version mono pour le film.
Comme ils l'avaient fait pour More, les membres du groupe visionnent un premier montage du film et notent le tempo de certaines scènes avec un chronomètre. À partir de cela, ils créent un certain nombre de chansons pouvant être fondues dans un ordre arbitraire à différents moments du montage final du film. Barbet Schroeder a expliqué le processus de création de l'album : « Ils s'étaient préparés un tant soit peu de leur côté, mais ils faisaient tout en studio. Je leur décrivais le mood que je voulais, le mood qu'il me fallait pour évoquer telle ou telle scène… Ils y réfléchissaient un peu, puis, avec une préparation minimale, ils réalisaient littéralement le disque sur place, dans le studio, sous l’œil ahuri des techniciens. » Les membres du groupe ne se préoccupent pas de créer des chansons complètes, estimant que n'importe quelle pièce musicale serait exploitable sans avoir besoin de solos, mais, soucieux de produire suffisamment de matériel, ils en viennent à écrire une série de chansons bien structurées. Selon le batteur Nick Mason, les sessions sont très expéditives et l'enregistrement se déroule dans la précipitation.
Au cours de la première session d'enregistrement en février 1972, la chaîne de télévision française ORTF filme un court segment de l'enregistrement de l'album par le groupe ainsi que des interviews du bassiste Roger Waters et du guitariste David Gilmour. Dans un extrait d'une interview aux studios Abbey Road qui est apparue dans Pink Floyd: Live at Pompeii, Waters déclare que les premiers pressages britanniques de l'album contenaient une sibilance excessive.

### Parution et accueil
Obscured by Clouds sort au Royaume-Uni le 2 juin 1972, puis aux États-Unis le 15 juin 1972, tous deux sur le label Harvest Records. L'album atteint la première place des ventes en France, la troisième place aux Pays-Bas et au Danemark, la sixième place au UK Albums Chart, et la quarante-sixième place au US albums chart (où il est certifié disque d’or par la RIAA en 1997),. L'accueil moindre aux États-Unis s'explique peut-être du fait que La Vallée n'y est sorti qu'à partir de 1977. Free Four est sortie en single aux États-Unis, le groupe estimant qu'elle était adaptée à la radio. C'est la première chanson de Pink Floyd depuis See Emily Play à être diffusée de manière significative aux États-Unis. En 1986, l'album sort au format CD. Une version remastérisée numériquement sort en 1996. Il est à nouveau remastérisé en 2016 pour le coffret The Early Years, et sort individuellement l'année suivante.
L'album est bien accueilli par la critique au Royaume-Uni. Peter Erskine de Disc déclare : « Voici encore de ces tourbillons lumineux que sont les chansons du Floyd, qui dissipent tout malentendu quant à l'éventualité qu'ils seraient en train de devenir trop commerciaux. » Dans Melody Maker, Andrew Means parle d'un album « compren[ant] quelques-uns des instrumentaux les plus agressifs que le Floyd ait enregistrés ».
Même parmi les fans, Obscured by Clouds n'est pas l'un des albums les plus populaires de Pink Floyd, bien que Mason ait déclaré que c'était l'un de ses albums préférés des Floyd. Les critiques rétrospectives sont mitigées ; en 2014, The Daily Telegraph déclare que « ses instrumentales élégantes indiquent le chemin vers Dark Side [of the Moon] », tandis que Rolling Stone le décrit en 2004 comme une « bande originale terne ».

### Postérité
Les deux premiers titres de l'album, Obscured by Clouds et When You're In, sont joués l'un après l'autre en concert à la fin de 1972 et lors des tournées de 1973. Ils font également partie des partitions utilisées pour la collaboration du groupe avec Roland Petit et le Ballet national de Marseille au Palais des Sports de Paris, en 1973. Wot's... Uh the Deal n'a jamais été interprété en concert par Pink Floyd, mais David Gilmour l'a repris pour sa tournée solo en 2006. L'une de ces interprétations figure sur le DVD Remember That Night de Gilmour en 2007 et également sur la version vinyle de son album en public de 2008, Live in Gdańsk.
Childhood's End est joué en direct lors de quelques concerts à la fin de 1972 et au début de l'année suivante. Le motif de batterie qui ouvre ce titre est recyclé pour Time sur The Dark Side of the Moon.

## Caractéristiques artistiques

### Style et instruments
Les chansons d’Obscured by Clouds sont toutes courtes, contrairement aux longs instrumentaux d'autres albums de Pink Floyd. Une forte influence de la musique country est présente sur plusieurs chansons, avec une utilisation importante de la guitare acoustique. Les instruments utilisés dans l'album comprennent la Fender Precision Sunburst de Roger Waters, une Martin D-35 acoustique, la Black Strat de David Gilmour, sa pedal steel guitar Fender double manche, la batterie Ludwig de Nick Mason ainsi qu'un des tout premiers modèles de batterie électronique. Richard Wright joue quant à lui sur plusieurs claviers, tels que son Farfisa, son orgue Hammond M-102, un piano acoustique, un Mellotron et le synthétiseur VCS 3 qu'il a acheté au BBC Radiophonic Workshop (en),.

### Musique
En ouverture de l'album, le titre Obscured by Clouds est un instrumental qui fait un usage intensif du VCS 3. Mason y joue de la batterie électronique tandis que Gilmour intervient avec une ligne mélodique parfois jouée en slide et dont le son est très saturé. When You're In s'enchaîne directement après le premier titre avec un climat totalement différent, dû à un riff de guitare très rock se rapprochant même du hard rock et semblable à The Nile Song de l'album More. Son titre provient d'une phrase souvent prononcée par le roadie Chris Adamson qui, quand les membres du groupe lui demandaient où il était, répondait : « Je suis dedans. Et quand vous êtes dedans, vous êtes dedans,. » Burning Bridges est l'une des deux collaborations d'écriture sur l'album entre le claviériste Richard Wright (qui a composé la musique) et Roger Waters (qui a écrit les paroles). Le style de la chanson se rapproche du jazz, avec un duo au chant composé de Gilmour et Wright qui rappelle Echoes. La basse de Waters accompagnée de la batterie de Mason créent une rythmique fluide et aérienne, transcendée par trois solos de Gilmour (le premier sur sa Black Strat et les deux autres sur sa pedal steel guitar).
The Gold It's in the... est un autre titre très rock composé de quatre couplets très brefs et d'un long solo de guitare de Gilmour. Cette chanson de guitariste est soutenue par le rythme pop-rock de Mason et par une ligne de basse de Waters solide et nerveuse. Wot's... Uh the Deal est un titre acoustique simple au style romantico-nostalgique,. Les paroles, qui sont accompagnées d'une très belle mélodie, parlent du temps qui passe, avec un narrateur qui vieillit au fil de la chanson. Son titre, qui peut se traduire par « Waouh, quelle affaire ! » ou « Marché conclu ! », retranscrit mal la finesse de la chanson. Mason a en effet expliqué que, pour respecter les délais du film, les titres des chansons de l'album ont été choisis « dans la précipitation ». Enfin, Mudmen est un instrumental adaptant Burning Bridges à un tempo plus lent, passant d'une signature rythmique de 6/8 à 4/4.
Childhood's End est la dernière chanson publiée par Pink Floyd dont les paroles sont écrites par Gilmour jusqu'à la sortie de A Momentary Lapse of Reason en 1987. Le titre peut avoir été dérivé du roman d'Arthur C. Clarke Les Enfants d'Icare (en anglais : Childhood's End). La chanson s'ouvre sur des nappes de clavier apparaissant progressivement, suivies de la batterie électronique de Mason qui disparaît quand Gilmour commence à chanter avec une voix très rock. Le titre est également ponctué de nombreuses parties de guitare (deux acoustiques rythmiques et deux électriques légèrement saturées). Gilmour entame également un solo qui rappelle en partie celui de Shine On You Crazy Diamond. Free Four est la deuxième chanson, après Corporal Clegg de A Saucerful of Secrets, à traiter de la mort du père de Waters pendant la Seconde Guerre mondiale. Son titre est dérivé du comptage « One, two, 'free, four ! », prononcé avec un accent cockney. Free Four est une ballade acoustique légère et joyeuse, rappelant les groupes The Kinks ou T. Rex. Stay est écrit et chanté par Wright, avec des paroles de Waters. C'est une chanson d'amour, mais le protagoniste ne se souvient pas du nom de la fille, ce qui suggère qu'elle aurait pu être une groupie. Stay est cependant une chanson qui s'éloigne beaucoup du style progressif de Pink Floyd, avec un son plutôt pop, des harmonies riches et une structure tortueuse. Absolutely Curtains, l'instrumental de clôture de l'album, se termine par un enregistrement des chants de la tribu Magupa, comme dans le film. Le reste de la chanson repose sur des nappes d'orgue Hammond, des notes issues d'un VCS3 et une ambiance pesante créée avec un second VCS3, le tout accompagné des percussions de Mason.

### Pochette
Le titre initial de l'album est probablement Music From La Vallée — mention qui apparaît au dos de l'album —, mais le groupe se brouille avec la société de production et choisit finalement Obscured by Clouds (litt. « Obscurci par les nuages »,). Celui-ci fait référence à la vallée couverte de brouillard du film La Vallée. En anglais, ce dernier sort d'ailleurs sous le même nom que l'album.
La pochette de l'album est, comme pour une majorité des albums de Pink Floyd, conçue par Storm Thorgerson et Aubrey Powell de Hipgnosis. Il s'agit d'une photographie d'un homme assis dans un arbre, dont la mise au point a été réduite jusqu’à rendre l’image complètement déformée. L'idée est venue d'une diapositive qui s'est bloquée alors que Hipgnosis visionnait des clichés du film sur un projecteur 35 mm. Schroeder a déclaré par la suite que le groupe ne voulait pas que la pochette soit particulièrement belle car The Dark Side of the Moon devait lui faire concurrence, mais Thorgerson a insisté sur le fait qu’Obscured by Clouds n'avait pas été considéré autrement que les autres albums de Pink Floyd,.

## Fiche technique

### Titres
| 1. | Obscured by Clouds      | Gilmour, Waters                | Instrumental    | 3 min 3 s  |
| 2. | When You're In          | Gilmour, Mason, Waters, Wright | Instrumental    | 2 min 30 s |
| 3. | Burning Bridges         | Waters, Wright                 | Gilmour, Wright | 3 min 29 s |
| 4. | The Gold It's in the... | Gilmour, Waters                | Gilmour         | 3 min 7 s  |
| 5. | Wot's... Uh the Deal    | Gilmour, Waters                | Gilmour         | 5 min 8 s  |
| 6. | Mudmen                  | Gilmour, Wright                | Instrumental    | 4 min 20 s |

| 7.  | Childhood's End     | Gilmour                        | Gilmour      | 4 min 31 s |
| 8.  | Free Four           | Waters                         | Waters       | 4 min 15 s |
| 9.  | Stay                | Waters, Wright                 | Wright       | 4 min 5 s  |
| 10. | Absolutely Curtains | Gilmour, Mason, Waters, Wright | Instrumental | 5 min 52 s |

### Musiciens
- Richard Wright : orgue Hammond M102 Spinet, piano électrique Fender Rhodes 73/88 Mark 1, piano acoustique Yamaha, synthétiseur EMS VCS3, synthétiseur EMS VCS3 Synthi A, Synthétiseur ARP Solina String Ensemble, chant
- David Gilmour : guitares acoustique, électrique et pedal steel, synthétiseur EMS VCS3, chant
- Roger Waters : basse, chant
- Nick Mason : batterie, percussions

### Charts et certifications
Charts album
| Pays        | Durée du classement | Meilleur classement | Date              |
| ----------- | ------------------- | ------------------- | ----------------- |
| Allemagne   | 4 semaines          | 19e                 | 1972              |
| Canada      | 10 semaines         | 32e                 | 9 septembre 1972  |
| Danemark    | -                   | 3e                  | ?                 |
| États-Unis  | 25 semaines         | 46e                 | 19 août 1972      |
| France      | 43 semaines         | 1er                 | 1972              |
| Italie      | 2 semaines          | 25e                 | 29 septembre 2016 |
| Pays-Bas    | 7 semaines          | 3e                  | 17 juin 1972      |
| Royaume-Uni | 14 semaines         | 6e                  | 1er juillet 1972  |

Certifications
| Pays        | Certification | Ventes    | Date             |
| ----------- | ------------- | --------- | ---------------- |
| États-Unis  | Or            | 500 000 + | 11 mars 1994     |
| Royaume-Uni | Argent        | 60 000 +  | 1er janvier 1974 |